# Bundesliga 2022-23 (Austria)
La temporada 2022-23 fue la 111.ª edición de la Bundesliga de Austria, la máxima categoría del fútbol profesional en Austria. La temporada comenzó el 23 de julio de 2022 y finalizó el 21 de mayo de 2023.
El Red Bull Salzburgo es el campeón defensor de la Bundesliga Austriaca.

## Formato de competencia
El torneo se dividió en dos etapas, en la primera etapa o temporada regular los doce clubes se enfrentaron todos contra todos en dos ocasiones (una en campo propio y otra en campo contrario) completando 22 fechas. A continuación en la segunda etapa el torneo se dividió en dos grupos el Grupo campeonato, que enfrentó a los seis primeros de la temporada regular que lucharon por el título y el Grupo descenso que lo disputaron los equipos ubicados desde la séptima a la duodécima posición de la temporada regular que lucharon por evitar el descenso a la 2. Liga o Erste Liga.
Se jugó bajo el reglamento FIFA con un sistema de puntuación de 3 puntos por victoria, 1 por empate y ninguno en caso de derrota.
Al final, el que sumó más puntos, obtuvo el título de campeón de la Bundesliga y la clasificación para la próxima edición de la Liga de Campeones de la UEFA. El segundo clasificado obtuvo una plaza en la Liga Europa de la UEFA y el tercer clasificado obtuvo una plaza para jugar la Tercera ronda de clasificación  de la Liga de Conferencia Europa. El equipo con menos puntos al término de la liga fue descendido a la Erste Liga (segunda categoría).

## Ascensos y descensos
El FC Admira Wacker Mödling descendió a la 2. Liga de Austria después de once temporadas consecutivas en la máxima categoría. SC Austria Lustenau  campeón de la Segunda Liga 2021-22, regresa a la Bundesliga por primera vez en 22 años, tras haberla disputado por última vez en la temporada 1999–2000.
| Pos. | Descendido de la Bundesliga (Austria) 2021-22 |
| ---- | --------------------------------------------- |
| 12.º | FC Admira Wacker Mödling                      |

| Pos. | Ascendido de la 2. Liga de Austria 2021-22 |
| ---- | ------------------------------------------ |
| 1.º  | SC Austria Lustenau                        |

## Equipos participantes
| Club                  | Ciudad           | Estadio                                              | Capacidad   |
| --------------------- | ---------------- | ---------------------------------------------------- | ----------- |
| SC Austria Lustenau   | Lustenau         | Reichshofstadion                                     | 8 800       |
| SK Austria Klagenfurt | Klagenfurt       | Wörthersee Stadion                                   | 32 000      |
| FK Austria Viena      | Viena            | Generali Arena                                       | 17 500      |
| TSV Hartberg          | Hartberg         | Stadion Hartberg                                     | 4500        |
| Linzer ASK            | Pasching Linz    | Waldstadion (Pasching) Raiffeisen Arena (marzo 2023) | 7870 19 080 |
| SK Rapid Viena        | Viena            | Allianz Stadion                                      | 28 000      |
| Red Bull Salzburgo    | Salzburgo        | Red Bull Arena                                       | 30 188      |
| SC Rheindorf Altach   | Altach           | Stadion Schnabelholz                                 | 8500        |
| SV Ried               | Ried im Innkreis | Keine Sorgen Arena                                   | 7680        |
| SK Sturm Graz         | Graz             | Merkur Arena                                         | 15 323      |
| Wolfsberger AC        | Wolfsberg        | Lavanttal-Arena                                      | 7300        |
| WSG Tirol             | Innsbruck        | Tivoli Stadion Tirol                                 | 17 400      |

## Temporada regular

### Tabla de posiciones
| Pos. | Equipo             | Pts. | PJ | G  | E | P  | GF | GC | Dif. | Clasificación                |
| ---- | ------------------ | ---- | -- | -- | - | -- | -- | -- | ---- | ---------------------------- |
| 1    | Red Bull Salzburg  | 55   | 22 | 17 | 4 | 1  | 49 | 13 | +36  | Clasifica a Grupo Campeonato |
| 2    | Sturm Graz         | 48   | 22 | 14 | 6 | 2  | 37 | 15 | +22  | Clasifica a Grupo Campeonato |
| 3    | LASK               | 38   | 22 | 10 | 8 | 4  | 38 | 28 | +10  | Clasifica a Grupo Campeonato |
| 4    | Rapid Viena        | 33   | 22 | 10 | 3 | 9  | 34 | 26 | +8   | Clasifica a Grupo Campeonato |
| 5    | Austria Viena      | 32   | 22 | 10 | 5 | 7  | 37 | 31 | +6   | Clasifica a Grupo Campeonato |
| 6    | Austria Klagenfurt | 30   | 22 | 9  | 3 | 10 | 35 | 40 | −5   | Clasifica a Grupo Campeonato |
| 7    | WSG Tirol          | 28   | 22 | 8  | 4 | 10 | 32 | 37 | −5   | Clasifica a Grupo Descenso   |
| 8    | Austria Lustenau   | 27   | 22 | 7  | 6 | 9  | 29 | 37 | −8   | Clasifica a Grupo Descenso   |
| 9    | Wolfsberger AC     | 21   | 22 | 6  | 3 | 13 | 35 | 41 | −6   | Clasifica a Grupo Descenso   |
| 10   | Hartberg           | 18   | 22 | 5  | 3 | 14 | 22 | 42 | −20  | Clasifica a Grupo Descenso   |
| 11   | SV Ried            | 18   | 22 | 4  | 6 | 12 | 16 | 32 | −16  | Clasifica a Grupo Descenso   |
| 12   | Rheindorf Altach   | 17   | 22 | 4  | 5 | 13 | 22 | 44 | −22  | Clasifica a Grupo Descenso   |

Actualizado a los partidos jugados el 19 de marzo de 2023.
 Fuente: Austrian Football Bundesliga
Notas:
1. ↑  Austria Viena se le restaron 3 puntos debido a una violación de la licencia.[1]

### Resultados
| Local \ Visitante  | KLA | LUS | AWI | ALT | HAR | LIN | RWI | RBS | STU | RIE | WAT | WOL |
| ------------------ | --- | --- | --- | --- | --- | --- | --- | --- | --- | --- | --- | --- |
| Austria Klagenfurt | —   | 2–1 | 3–3 | 3–0 | 1–0 | 1–3 | 0–1 | 0–1 | 0–2 | 1–0 | 2–3 | 0–3 |
| Austria Lustenau   | 4–2 | —   | 1–0 | 3–0 | 4–1 | 1–1 | 3–3 | 0–6 | 0–2 | 0–0 | 2–1 | 1–3 |
| Austria Viena      | 3–1 | 2–2 | —   | 2–1 | 3–0 | 1–1 | 2–0 | 1–3 | 0–3 | 3–0 | 2–1 | 0–1 |
| Rheindorf Altach   | 1–4 | 1–2 | 3–2 | —   | 1–0 | 0–1 | 0–1 | 2–3 | 1–1 | 1–2 | 0–0 | 2–2 |
| Hartberg           | 2–3 | 1–1 | 0–3 | 2–1 | —   | 2–2 | 1–2 | 0–2 | 1–2 | 2–0 | 1–5 | 2–1 |
| LASK               | 3–1 | 1–0 | 2–2 | 4–1 | 0–3 | —   | 2–1 | 0–2 | 1–1 | 1–1 | 1–4 | 4–1 |
| Rapid Viena        | 0–1 | 1–1 | 1–2 | 3–0 | 5–1 | 1–0 | —   | 2–4 | 1–2 | 1–0 | 2–0 | 1–3 |
| Red Bull Salzburg  | 2–0 | 4–0 | 3–0 | 1–1 | 1–0 | 1–1 | 1–1 | —   | 0–0 | 2–0 | 2–0 | 2–1 |
| Sturm Graz         | 1–2 | 2–0 | 3–1 | 4–0 | 0–0 | 0–1 | 1–0 | 2–1 | —   | 2–1 | 2–1 | 3–2 |
| SV Ried            | 2–2 | 1–0 | 1–3 | 2–3 | 0–1 | 1–1 | 1–0 | 0–3 | 1–1 | —   | 1–2 | 0–0 |
| WSG Tirol          | 2–2 | 3–2 | 0–0 | 0–0 | 2–1 | 2–3 | 0–5 | 1–3 | 0–2 | 2–0 | —   | 1–3 |
| Wolfsberger AC     | 3–4 | 0–1 | 1–2 | 2–3 | 3–1 | 1–5 | 1–2 | 1–2 | 1–1 | 1–2 | 1–2 | —   |

## Grupo Campeonato

### Tabla de posiciones
| Pos. | Equipo                | Pts. | PJ | G  | E  | P  | GF | GC | Dif. | Clasificación                                              |
| ---- | --------------------- | ---- | -- | -- | -- | -- | -- | -- | ---- | ---------------------------------------------------------- |
| 1    | Red Bull Salzburg (C) | 49   | 32 | 23 | 8  | 1  | 67 | 22 | +45  | Fase de grupos de la Liga de Campeones                     |
| 2    | Sturm Graz            | 42   | 32 | 20 | 6  | 6  | 57 | 29 | +28  | Tercera ronda clasificatoria de la Liga de Campeones       |
| 3    | LASK                  | 35   | 32 | 14 | 12 | 6  | 54 | 38 | +16  | Play-offs de la Liga Europa                                |
| 4    | Rapid Viena           | 25   | 32 | 12 | 6  | 14 | 50 | 47 | +3   | Tercera ronda clasificatoria de la Liga Europa Conferencia |
| 5    | Austria Viena         | 24   | 32 | 11 | 10 | 11 | 55 | 52 | +3   | Play-Offs para la Liga Europa Conferencia                  |
| 6    | Austria Klagenfurt    | 23   | 32 | 11 | 5  | 16 | 45 | 63 | −18  |                                                            |

Actualizado a los partidos jugados el 28 de mayo de 2023.
 Fuente: Austrian Football Bundesliga
Notas:
1. ↑  Sturm Graz es el campeón de la Copa de Austria 2022-23 por lo cual está clasificado a la Liga Europa, sin embargo, ya está clasificado a la Liga de Campeones por lo tanto el cupo otorgado por la copa pasa al mejor equipo clasificado, en este caso al tercer puesto.

## Grupo Descenso

### Tabla de posiciones
| Pos. | Equipo           | Pts. | PJ | G  | E  | P  | GF | GC | Dif. | Clasificación                             |
| ---- | ---------------- | ---- | -- | -- | -- | -- | -- | -- | ---- | ----------------------------------------- |
| 1    | Wolfsberger AC   | 31   | 32 | 12 | 6  | 14 | 51 | 51 | 0    | Play-offs para la Liga Europa Conferencia |
| 2    | Austria Lustenau | 29   | 32 | 11 | 10 | 11 | 50 | 54 | −4   | Play-offs para la Liga Europa Conferencia |
| 3    | WSG Tirol        | 24   | 32 | 10 | 8  | 14 | 44 | 53 | −9   |                                           |
| 4    | Hartberg         | 24   | 32 | 9  | 6  | 17 | 39 | 56 | −17  |                                           |
| 5    | Rheindorf Altach | 19   | 32 | 6  | 10 | 16 | 29 | 53 | −24  |                                           |
| 6    | SV Ried (D)      | 14   | 32 | 4  | 11 | 17 | 27 | 50 | −23  | Descenso a 2. Liga                        |

Actualizado a los partidos jugados el 27 de mayo de 2023.
 Fuente: Austrian Football Bundesliga

## Play-offs para Liga Europa Conferencia

### Cuadro de desarrollo
|  | Semifinal          | Semifinal          | Semifinal          |                  |               | Final                                                 | Final                                                 | Final                                                 | Final                                                 | Final                                                 |  |
|  | 5 de junio de 2023 | 5 de junio de 2023 | 5 de junio de 2023 |                  |               | 8 de junio de 2023 (ida) 11 de junio de 2023 (vuelta) | 8 de junio de 2023 (ida) 11 de junio de 2023 (vuelta) | 8 de junio de 2023 (ida) 11 de junio de 2023 (vuelta) | 8 de junio de 2023 (ida) 11 de junio de 2023 (vuelta) | 8 de junio de 2023 (ida) 11 de junio de 2023 (vuelta) |  |
|  |                    |                    |                    |                  |               |                                                       |                                                       |                                                       |                                                       |                                                       |  |
|  |                    |                    |                    |                  |               |                                                       |                                                       |                                                       |                                                       |                                                       |  |
|  | Austria Lustenau   | Austria Lustenau   | 2                  |                  |               |                                                       |                                                       |                                                       |                                                       |                                                       |  |
|  | Austria Lustenau   | Austria Lustenau   | 2                  |                  |               |                                                       |                                                       |                                                       |                                                       |                                                       |  |
|  | Wolfsberger AC     | Wolfsberger AC     | 1                  |                  |               |                                                       |                                                       |                                                       |                                                       |                                                       |  |
|  | Wolfsberger AC     | Wolfsberger AC     | 1                  |                  | Austria Viena | Austria Viena                                         | 1                                                     | 5                                                     | 6                                                     |                                                       |  |
|  |                    |                    |                    |                  | Austria Viena | Austria Viena                                         | 1                                                     | 5                                                     | 6                                                     |                                                       |  |
|  |                    |                    | Austria Lustenau   | Austria Lustenau | 1             | 0                                                     | 1                                                     |                                                       |                                                       |                                                       |  |
|  |                    |                    | Austria Lustenau   | Austria Lustenau | 1             | 0                                                     | 1                                                     |                                                       |                                                       |                                                       |  |
|  |                    |                    |                    |                  |               |                                                       |                                                       |                                                       |                                                       |                                                       |  |
|  |                    |                    |                    |                  |               |                                                       |                                                       |                                                       |                                                       |                                                       |  |
|  |                    |                    |                    |                  |               |                                                       |                                                       |                                                       |                                                       |                                                       |  |
|  |                    |                    |                    |                  |               |                                                       |                                                       |                                                       |                                                       |                                                       |  |

### Semifinal
| 5 de junio de 2023 | Wolfsberger         | 1 - 2   | Austria Lustenau                 | Lavanttal-Arena, Wolfsberg |                         |
| 12:00 (UTC+2)      | - Barido 85' (pen.) | Reporte | - Grujcic 90+6' - Fridrikas 105' | Árbitro(s): Rene Eisner    | Árbitro(s): Rene Eisner |

### Final
| Ida; 8 de junio de 2023 | Austria Lustenau | 1 - 1   | Austria Viena | Planet Pure Stadion, Lustenau  |                                |
| 10:01 (UTC+2)           | - Fridrikas 17'  | Reporte | - Fischer 47' | Árbitro(s): Sebastián Gishamer | Árbitro(s): Sebastián Gishamer |

| Vuelta; 11 de junio de 2023 | Austria Viena                                                       | 5 - 0 (Global 6 - 1) | Austria Lustenau | Estadio Franz Horr, Viena |                          |
| 10:00 (UTC+2)               | - Fischer 19' - Fischer 46' - Tabaković 61' - Fitz 84' - Gruber 86' | Reporte              |                  | Árbitro(s): Stefan Ebner  | Árbitro(s): Stefan Ebner |

## Goleadores
- Actualización final el 5 de junio de 2023
| Rank | Jugador           | Club               | Goles |
| ---- | ----------------- | ------------------ | ----- |
| 1    | Guido Burgstaller | Rapid Viena        | 21    |
| 2    | Haris Tabaković   | Austria Viena      | 17    |
| 2    | Tai Baribo        | Wolfsberger AC     | 17    |
| 4    | Benjamin Šeško    | Red Bull Salzburg  | 16    |
| 4    | Markus Pink       | Austria Klagenfurt | 16    |
| 6    | Lukas Fridrikas   | Austria Lustenau   | 15    |
| 7    | Keito Nakamura    | Linzer ASK         | 14    |
| 8    | Marin Ljubičić    | Linzer ASK         | 12    |
| 9    | Robert Žulj       | Linzer ASK         | 11    |
| 10   | Atdhe Nuhiu       | Rheindorf Altach   | 10    |
| 10   | Junior Adamu      | Red Bull Salzburg  | 10    |
| 9    | Manprit Sarkaria  | Sturm Graz         | 9     |
| 9    | Emanuel Emegha    | Sturm Graz         | 9     |